# 森下順光
森下 順光（もりした よしみつ）は、日本のアメリカンフットボール指導者。現役時代のポジションはディフェンシブラインマン。

## アメリカンフットボール
1982年六甲高校卒業。京都大学農学部在学中は京都大学ギャングスターズに所属し、1987年のライスボウルでは優勝を味わった。また、社会人アメリカンフトボールリーグのXリーグのサイドワインダーズのGM兼監督を務めている。
また日本アメリカンフットボール協会の理事やXリーグ改革委員、三島高等学校のコーチを務めたこともある。

## 職歴
卒業後に旭化成、富久娘酒造（現オエノンホールディングス）を経て、現代表取締役の北谷知生（横浜商科大学卒）と共に、2006年のシンワフーズケミカルの創業に参画、取締役を務めている。
研究者として1996年旭化成に在籍中、香り高い清酒の製造法についての共同発明が特許となっている。